# Екатерина Григорова
Екатерина Костадинова Григорова е българска неоелинистка и поетеса.

## Биография
Екатерина Григорова завършва специалност „Новогръцка филология“ в Софийския университет „Св. Климент Охридски“. Доктор по новогръцка литература в СУ „Св. Климент Охридски“, катедра „Класическа филология“, с дисертация на тема „Темата за изгубеното време в романа „Еолийска земя“ на Илиас Венезис“ (2006). От 2007 г. е редовен преподавател в Нов български университет, където води курсове по новогръцка литература, превод на художествен текст, практически новогръцки език. 
Нейни стихове и научни статии са публикувани в „Литературен вестник“ , сп. „Литературни Балкани“ , сп. Пламък , сп. „Везни“, в. „Сега“ , в. „Университетски дневник“  и др.

### Книги
- Фарадеев кафез. Стихосбирка. Пловдив: Жанет 45, 2013, 63 с. ISBN 978-954-491-820-0 [9][10][11]
- Дъска по мокрия пясък. Стихосбирка. София: Ерго, 2014, 68 с. ISBN 978-954-8689-59-5 [12][13][14]
- Празна зора. Стихосбирка. София: Смол стейшънс прес, 2019, 80 с. ISBN 978-954-384-095-3
- Отвисоко в печката пада дърво. Стихосбирка. Пловдив: Жанет 45, 2024, 92 с. ISBN 978-619-186-874-2

### По-важни научни публикации
- „Практики на спомена в романите на Илиас Венезис и Марсел Пруст Еолийска земя и По следите на изгубеното време (На път към Суан) – сравнително изследване“. – Τέχνη Γραμματική, СУ „Св. Кл. Охридски“, изд. „Фабер“, 2005.
- „Образът на Зорбас – още една перспектива в разглеждането на проблема за идентичността“ (доклад в юбилейната международна научна конференция на тема Култури и религии на Балканите, Средиземноморието и Изтока – ВТУ, април 2007). – сп. „Везни“, бр. 2, 2008.
- „Η μορφή της γυναίκας στο μυθιστόρημα Βίος και πολιτεία του Αλέξη Ζορμπά του Ν. Καζαντζάκη“ – доклад във Втория конгрес на неоелинистите от балканските страни на тема Новогръцкият език на Балканите през XXI век – проблеми на обучението, изследвания и перспективи, 2007.
- „Лирическите екстракти. Еолийска земя на Илиас Венезис“. – „Литературен вестник“, бр. 11, 17 февруари 2009.
- „Другият Енгοнопулос. Самотата в писмо“. – Език, литература, многоезичие. София: НБУ и Планета 3, 2011.
- „Η Αιολική γη του Ηλία Βενέζη και το μάθημα της Νέας Ελληνικής Λογοτεχνίας ως ξένης“, ανακοίνωση στο Διεθνές Συνέδριο με θέμα „Η Νεοελληνική Λογοτεχνία στον Μεσοπόλεμο. Ιστορική και φιλολογική προσέγγιση“ ΠΡΑΚΤΙΚΑ ΣΥΝΕΔΡΙΟΥ, Еπιμέλεια Αθανάσιος Θ. Φωτόπουλος, ΠΥΡΓΟΣ ΗΛΕΙΑΣ 2012.